# PSV Köln
Der PolizeiSportVerein Köln 1922 e. V. (kurz: PSV Köln) ist ein Breitensportverein aus Köln.

## Geschichte
Der PSV Köln wurde im Oktober 1922 von neun Polizeibeamten gegründet, nachdem sie einen Pokal bei einem Vergleichswettkampf, zu dem sie vom damaligen PSV Essen eingeladen worden waren, gewonnen hatten.
Die Gründung des PSV Köln diente der Verbindung von Dienst- und Freizeitsport. Für den Amateur-Status war es damals wichtig, dass sich der Verein auch für Nicht-Polizeibeamte öffnete. Für jede der aufgenommenen Sportarten wurde eine eigene Abteilung eröffnet. Traditionell wurden die jeweiligen Abteilungen ausschließlich von Polizeibeamten als Vorsitzende geführt.
Die heute ausgeübten Sportarten des PSV Köln erstrecken sich auf die Abteilungen Angeln, Ju-Jutsu, Badminton, Judo, Sportschießen, Faustball, Leichtathletik, Schwimmen, Fußball, Luftsport, Seniorensport, Handball, Modellflug, Volleyball sowie Hunde- und Motorsport.

## Radsport
Ab Ende der 1960er Jahre stieg die Radsportabteilung des PSV Köln unter der Leitung von Jakob „Köbes“ Roth (Kriminalhauptkommissar und u. a. Stadionsprecher beim Sechstagerennen Köln) zu einem der bekanntesten Radsportvereine Deutschlands auf und nahm an der Rad-Bundesliga teil. PSV-Fahrer wie Erwin Derlick und Dieter Koslar waren besonders erfolgreich. Diese Zeit wurde durch den Sohn von „Köbes“ Roth, Hennes Roth, als Fotograf in mehreren Büchern dokumentiert. In späteren Jahren fuhren erfolgreiche Sportler wie etwa Andreas Kappes, der mehrfache Tour-de-France-Etappensieger Marcel Wüst und der dreifache Deutsche Meister Werner Stauff für den PSV. Beate Habetz gehörte als erste Frauen-Weltmeisterin im Radsport zur Kernmannschaft. Heute gibt es die Radsport-Abteilung des PSV Köln nicht mehr.

## Blindenfußball
Über viele Jahre spielt der PSV Köln erfolgreich in der Blindenfußball-Bundesliga. Zuerst als eigenständige Mannschaft später als Spielgemeinschaft. Gleich in der ersten Saison 2009 wurde der PSV Köln Vizemeister.